# Síndrome de Gobbi
El síndrome de Gobbi es una asociación de epilepsia, calcificaciones occipitales y enfermedad celiaca que fue identificada por primera vez en 1991 por Giuseppe Gobbi como un síndrome independiente.
La epilepsia está principalmente caracterizada por crisis convulsivas originadas en los lóbulos occipitales.

## Epidemiología
Gobbi enfatizo que ocurre casi exclusivamente en personas de origen italiano. Hasta el 2005, se habían reportado 171 pacientes en la literatura mundial. Los pacientes principalmente son de Italia, España, o Argentina. 

## Posibles causas
La presencia de anticuerpos anti-gliadina en el líquido cefalorraquídeo y la asociación con genes HLA de la clase ll, sugieren que una reacción inmune que se origina de la mucosa yeyunal, disparada por la gliadina en las personas intolerantes al gluten puede ser la causa de las crisis convulsivas y las calcificaciones cerebrales.
El síndrome de Gobbi y la enfermedad celiaca están asociados con HLA-DQ2 y HLA-DQ8.

## Diagnóstico
La presencia de calcificaciones bilaterales en los lóbulos occipitales en la tomografía axial es una de las características principales del síndrome de enfermedad celiaca, epilepsia y calcificaciones occipitales bilaterales (síndrome de Gobbi). Durante mucho tiempo estas calcificaciones fueron interpretadas como parte del síndrome atípico de Sturge-Weber. Recientemente se ha establecido que se trata de síndromes diferentes. 
Las características típicas del síndrome de Gobbi en la tomografía son:
- Ausencia de atrofia cerebral
- Ausencia de reforzamiento con el material de contraste
- Calcificaciones subcorticales occipitales bilaterales, simétricas o asimétricas

Las calcificaciones son extremadamente variables en su tamaño, y hasta el momento no se identificado correlación entre el tamaño de las calcificaciones y la severidad de la enfermedad. Calcificaciones puntiformes pueden estar asociadas con crisis convulsivas frecuentes de difícil control y resistentes al tratamiento farmacológico, también grandes calcificaciones pueden estar asociadas con enfermedad benigna.

## Tratamiento
Dieta libre de trigo, cebada, centeno y avena.